# Município de Union (condado de Tuscarawas, Ohio)
O município de Union (em inglês: Union Township) é um município localizado no condado de Tuscarawas no estado estadounidense de Ohio. No ano de 2010 tinha uma população de 1.502 habitantes e uma densidade populacional de 26,09 pessoas por km².

## Geografia
O município de Union encontra-se localizado nas coordenadas 40° 26′ 30″ N, 81° 18′ 35″ O. Segundo a Departamento do Censo dos Estados Unidos, o município tem uma superfície total de 57.58 km², da qual 57.56 km² correspondem a terra firme e (0.02%) 0.01 km² é água.

## Demografia
Segundo o censo de 2010, tinha 1.502 habitantes residindo no município de Union. A densidade populacional era de 26,09 hab./km². Dos 1.502 habitantes, o município de Union estava composto pelo 97.94% brancos, o 0.47% eram afroamericanos, o 0.27% eram amerindios, o 0.07% eram asiáticos, o 0.07% eram insulares do Pacífico, o 0.27% eram de outras raças e o 0.93% pertenciam a duas ou mais raças. Do total da população o 0.67% eram hispanos ou latinos de qualquer raça.